# Особливі табори
Особливі табори (рос. Особые лагеря) — система особливих таборів ГУЛАГу для  політв'язнів, Особлагів, створена за Постановою Ради Міністрів СРСР (№ 416—159сс) 21 лютого 1948-го.

## Історія
Особливі табори повинні були замінити для політичних в'язнів каторгу, відновлену в СРСР 1943 року і скасовану 1948-го. Одночасно статус «особливих» був даний і ряду в'язниць: Володимирському (м. Володимир) і Олександрівському централу (Іркутська область) та Верхньоуральському політізолятору (Челябінська обл.).
В Особливих таборах повинні були відбувати термін ув'язнені, засуджені за 58 статтею за зраду батьківщині, шпигунство, терор та інші політичні злочини, а також троцькісти, праві, меншовики, есери, анархісти, націоналісти, білоемігранти, учасники антирадянських організацій, тобто так званий «особливий контингент», який відрізняли від «загального контингенту» — ув'язнених, засуджених за іншими статтями КК.
«Контингент» Особлагів пропонувалося повністю ізолювати (у тому числі і в робочих зонах) від інших ув'язнених, а з вільнонайманих допускати в робочі зони Особлагів тільки «особливо перевірених». У житлових зонах вводився режим подібний до тюремного — ґрати на вікнах, бараки що закриваються на ніч, заборона покидати барак в неробочий час і номери на одязі. Норма житлової площі була встановлена вдвічі менше, ніж в ВТТ — 1 м ² на людину. В'язнів слід було використовувати на особливо важких роботах (в шахтах, на цілодобовому будівництві великих комбінатів (наприклад у містах Джезказган, Норильськ) та ін.) Охороняли Особлаги конвойні війська, а не воєнізована охорона, як ВТТ.
28 лютого 1948 були засновані п'ять Особливих таборів (№ 1-5, пізніше названих Мінеральний, Гірський, Дібровний, Степовий і Береговий), в серпні — шостий Особлаг, Річковий, а в кінці грудня 1948 р. — сьомий, Озерний.
Багаторічний в'язень сталінських таборів Георгій Демидов пише:
 Кожен з цих таборів крім номера мав ще власне ім'я, яке відрізнялося тим, що воно не було пов'язано, як завжди, ні з місцевістю, де він розташовувався, ні з характером його діяльності. Будь-який спецтабір міг би помінятися з іншим табором того ж типу своїм ім'ям без жодного збитку. Всі ці назви були довільно умовними, навіть якщо в них і звучав натяк на географічне положення. Той же «Берег», наприклад, мав таке ж відношення до якого-небудь берега, як «Тайговий» розташований в степу до лісу, а «Дібровний» до дубів. Був ще «Мінеральний», «Річковий» та інші, сенс назв яких полягав в їх нісенітниці і відбивав в собі хіба що міру убогої фантазії своїх авторів, генералів і полковників «від параші», як називали їх нешанобливі вороги народу із табірних інтелігентів. 
Загальний ліміт наповнення Особлагів планувався керівництвом ГУЛАГу як 145 тис. осіб. Спеціальна комісія МВС СРСР виявила 175 тис. ув'язнених, які вже відбували термін і підлягали переведенню в Особлаги, а з урахуванням знову заарештованих потенційний «контингент» Особлагів становив близько 200.000 осіб.
Проте переобладнання звичайних ВТТ в Особлаги і особливо робочих зон вимагало значних витрат. Тільки колючого дроту необхідно було близько 1 тисячі тонн. Особлаги були планово-збитковими, так при витраті 1949 р. 701 млн карбованців (без обліку витрат на охорону, позаяк Головне управління конвойних військ фінансувалося за іншою статтею) доходи планувалися в розмірі 443 млн карбованців.
1 березня 1949 через рік після створення системи Особлагів, в них перебувало лише 106.573 ув'язнених, тобто істотно менше планованого числа і близько половини ув'язнених, які підпали під постанову 1948 р. про переведення їх в Особлаги. Максимальна кількість ув'язнених в Особлагах була станом на 1 січня 1952 р. — 257 000 чоловік.
З появою Особлагів створення для керівництва ними особливого управління ГУЛАГу не було прийнято, і в цілому структура управління таборами не змінилася.
За чотири роки, з 1949 по 1952, було створено ще 5 Особлагів. У 1949 р. це № 8  Піщаний табір в Караганді, Балхаші, Темиртау, № 9 — Луговий табір в с. Долинське, п. Спаськ і № 10 Камишовий табір в Гірській Шорії. У 1952 — № 11, Далекий табір з центром в Екібастузі (не плутати з Дальлагом (Далекосхідним ВТТ) з центром в Хабаровську, що існував у 1929—1939)
У тому ж 1952 р. був організований № 12 Особлаг, Вододільний, c центром на ст. Микунь Комі АРСР. Цей останній з Особлагів був закритий у квітні 1953, так і не приступивши до запланованої роботи, на 1 березня 1953 р. в ньому містилося тільки 1142 ув'язнених «загального контингенту». Одночасно 12 Особлагів ніколи не функціонувало, оскільки Луглаг був закритий у вересні 1951 року до організації Дальлага та Вододільного табору.
28 березня 1953 ГУЛАГ був переданий у відання Міністерства Юстиції СРСР. Однак Особлаги залишалися у віданні МВС СРСР.
Слід вказати, що в Особлагах припинилися утиски політичних ув'язнених кримінальниками, характерні для 30-х і початку 40-х років. Створення системи Особливих таборів призвело до консолідації політичних ув'язнених. Після смерті Сталіна саме в Особлагах сталися три найбільші повстання в історії ГУЛАГу (в 1953 р. Норильське в Горлагу, Воркутинське в Рєчлагу і в 1954 р. Кенгірське в Степлагу).